# Universal Television
Universal Television je americká televizní produkční společnost, součást konglomerátu NBCUniversal a produkční odvětví televizní sítě NBC. Distributorem pořadů Universal Television bývá společnost NBCUniversal Television Distribution.
Společnost vznikla v roce 1951 jako MCA Television, současný název byl poprvé použit v roce 1966. Roku 2004 se Universal Television spojila s NBC Studios a začala používat jméno NBC Universal Television Studio. O tři roky později byl název změněn na Universal Media Studios, k současnému jménu se společnost vrátila v roce 2011. Universal Television produkovala či produkuje množství známých televizních seriálů, jako jsou např. Knight Rider, To je vražda, napsala, Zákon a pořádek, Xena, Battlestar Galactica, Kancl a Chicago Fire.